# Кет
Кет (слч. Keť) насељено је мјесто са административним статусом сеоске општине (слч. obec) у округу Љевице, у Њитранском крају, Словачка Република.

## Становништво
| Година:    | 1994. | 2004.   | 2014.   | 2024.    |
| ---------- | ----- | ------- | ------- | -------- |
| Број људи: | 764   | 688     | 636     | 562      |
| Разлика:   |       | -9,94 % | -7,55 % | -11,63 % |

| Година:    | 2023. | 2024.   |
| ---------- | ----- | ------- |
| Број људи: | 571   | 562     |
| Разлика:   |       | -1,57 % |

Према подацима о броју становника из 2011. године насеље је имало 663 становника.